# Ronny Olsson
Ronny Olsson, född den 1 oktober 1961 i Malmö, är en svensk före detta friidrottare (medeldistanslöpare). Han tävlade för Malmö AI. 
Vid VM i friidrott 1983 deltog han på  800 meter men blev utslagen i försöksheatet. Främsta internationella framgång är hans silver på  1500 meter vid  inomus-EM 1988.